# Museu Municipal Aracy Paraguassú
O Museu Municipal Aracy Paraguaçu (também conhecido por Museu Municipal Aracy Paraguassú) é um museu histórico brasileiro da cidade de Itaituba, Pará. Embora estivesse em funcionamento desde 1993, só foi formalmente criado em 18 de outubro de 2006 através da Lei Municipal Nº 1.819/2006.

## Histórico
A criação do Museu Municipal Aracy Paraguaçu foi uma iniciativa da professora Regina Lucirene Macedo de Oliveira, cuja família guardava registros documentais da história do município de Itaituba. Em 1993, foram criadas duas salas no Centro Pedagógico de Apoio ao Desenvolvimento Cientifico – CPADC, departamento da Universidade Federal do Pará coordenado pela professora, para guardar os documentos e outros materiais históricos coletados. Uma das salas abrigava o registro iconográfico e documental, e a outra objetos do povo mundurucu.
Em 1999, foi instalada pela prefeitura de Itaituba uma comissão para avaliar a implantação do museu municipal, com a participação da professora Regina Lucirene Macedo. Todavia, o projeto não saiu do papel, e na administração municipal seguinte foi criada em 2002 uma sala denominada Museu Aracy Paraguaçu, no Salão Nobre do antigo prédio da prefeitura. Mas, embora tenha sido inaugurado oficialmente, o museu não foi instalado. Isto somente foi solucionado na administração do prefeito Roselito Soares da Silva, o qual em 2006 determinou em lei a criação do Museu Municipal Aracy Paraguaçu.
Em 17 de novembro de 2011, data em que o Museu Municipal completava seu quinto aniversário de implantação, a professora Regina Lucirene Macedo queixava-se da falta de apoio por parte da população e do poder público, não tendo sido montada nenhuma programação para comemorar a efeméride.

### Homenageada
A senhora Aracy Paraguaçu Couto da Costa (1919-2001) foi uma pioneira da preservação cultural do município de Itaituba, tendo deixado para a sua família um grande acervo de livros, fotos e peças históricas, os quais foram depois integrados à coleção do museu municipal que leva o seu nome.
Filha nata de Itaituba, sempre teve grande presença na vida cultural da cidade. Promovia eventos beneficentes e sociais no América Futebol Clube, do qual era membra. Coordenou um bloco carnavalesco denominado "Gosto de você" e introduziu no município os desfiles do Dia da Raça, durante a Semana da Pátria. Foi também uma pioneira na introdução de equipes de vôlei feminino no município.

## Acervo
Grande parte do acervo do Museu Municipal foi adquirido pela professora Regina Lucirene Macedo de Oliveira, iniciando em 1993 com uma campanha de resgate de peças históricas e fotografias antigas. As peças foram catalogadas para um futuro repasse ao museu, quando este fosse criado (o que ainda levaria treze anos).
Em suas treze salas abertas à visitação, o museu apresenta restos de animais pré-históricos, como os de uma preguiça-gigante (que teria dado origem à lenda do Mapinguari), artefatos de povos indígenas extintos da região do Rio Tapajós (urnas funerárias, peças de cerâmica, machados de pedra, pontas de lança e outros artefatos), obras de arte de artistas locais e até mesmo um disco de vinil do cantor Raul Seixas, que compôs a música "Banquete de Lixo", do álbum "Panela do Diabo", depois de uma turnê pelos garimpos de Itaituba na década de 1980.

## Visitação
O museu funciona de segunda à sexta-feira, das 8h às 12h, e das 14h às 18h. A entrada é gratuita.
Os horários podem sofrer alterações em virtude de feriados e dias festivos.